# Comanador militar
|  | Per a altres significats, vegeu «comanador». |

El comanador militar era el càrrec que tenia la missió de brindar seguretat militar als servents que se li havien encomanat.
El règim de comanadoria hispana té uns orígens que es remunten a la Reconquesta (722 - 1492). Cada vegada que un territori era conquerit als sarraïns quedava encomanat de per vida al seu alliberador, el príncep o cavaller que el recuperava amb la seva tropa, qui a partir de la comanda passava a dir-se comanador.
La tropa estava formada per soldats que, generalment, eren membres del servei personal del rei o senyor feudal, d'una lleva o bé mercenaris, i adquirien el dret a una porció de la terra recuperada (per ocupar-la en caràcter d'usdefruit vitalici) dins de la jurisdicció que el rei havia donat a la comanda. El rei conservava la propietat de la terra i, al mateix temps, tots eren vassalls del pontificat de Roma. En l'esquema tributari, tots li pagaven tribut al comanador, a l'església i al rei. Així mateix, van existir comandes on els habitants musulmans es van haver de convertir obligatòriament al cristianisme.